# Wilfrid Pelletier
Wilfrid Pelletier   (Montreal, 20 de juny de 1896 - Wayne, 9 d'abril de 1982) fou pianista i després director d'orquestra de Quebec.
Va ser director del repertori francès a la prestigiosa Metropolitan Opera de Nova York abans de convertir-se, el 1934, en el primer director artístic de la recentment creada Orquestra Simfònica de Montreal. Crea la "Symphonic Matinees" per a Joves i Concerts d'Estiu a l'aire lliure, dues tradicions que encara existeixen avui. També és el quart director musical de la Simfonia d'Orquestra de Québec, on va romandre al càrrec des del 1951 fins al 1966.
Pelletier acredita també la fundació del Conservatori de Música i Arts Dramàtiques de Montreal el 1943. També assumirà la direcció de la jove institució al costat de la seva carrera a Nova York.
El 1963, va ajudar a inaugurar la Place des Arts a Montréal, dirigint l'Orquestra Simfònica de Montréal en el qual es deia temporalment "Grande Salle". El 1966, aquesta mateixa sala es va canviar el nom de Salle Wilfrid-Pelletier, en el seu honor. Encara avui és la sala de concerts multi-se-us més gran del Canadà amb 2996 seients. A més, hi ha una escola primària situada a Anjou que, en el seu honor, és nomenada "Wilfrid-Pelletier".
Els fons Wilfrid Pelletier es conserven al centre d'arxius de Montreal de la Biblioteca i Arxius nacionals de Québec.